# 拉熱瓦
49°42′7″N 27°29′12″E / 49.70194°N 27.48667°E
拉熱瓦（烏克蘭語：Лажева）是位於烏克蘭西部的村莊，由赫梅利尼茨基州裡赫梅利尼茨基區的舊康斯坦丁尼夫市鎮負責管轄。該村始建於1593年，海拔高度288米，2001年該村落人口526。